# Sakaris Stórá
Sakaris Stórá (født 28. juli 1986) fra bygden Skopun, Færøerne, er en færøsk filminstruktør og manuskriptforfatter. 

## Karriere
I december 2012 vandt Sakaris Stórá den allerførste offentlige færøske filmpris. Prisen kaldes Geytin, opkaldt efter en mand som kaldtes Geytin, som rejste rundt kring øerne med film, som han viste i forskellige bygder. Det var i tiden før folk fik fjernsyn. Stórá har uddannet sig indenfor film i Norge. Først gik han et år på film- og videolinjen på Agder Folkehøgskole udenfor Kristiansand, siden fortsatte han med at uddanne sig to år hos Nordland Kunst- og Filmfagskole i Lofoten. Hans eksamensprojekt ved denne skole var korfilmen Passasjeren. Ved samme skole har Sakaris før gjort kortfilmen Ikaros. Stórá var daglig leder for den færøske film-workshop Klippfisk fra august 2009 til marts 2010. Efteråret og vinteren 2012 arbejdede han som lærer ved Føroya Fólkaháskúli. Før han gik i gang med filmuddannelsen i Norge arbejdede han i tre år på filetfabrikken i hjembygden Skopun.
Kortfilmen Summarnátt (Sommernat) fra 2012 er blevet vist på Færøerne, i Odense, Hollywood og ved den Nordiske filmfestival i Lübeck.
I september 2013 havde kortfilmen Vetrarmorgun (Vintermorgen), som Sakaris Stórá har instrueret, verdenspremiere på det lokale bibliotek i bygden Sandur på øen Sandoy, Færøerne. Filmen blev nogle dage senere vist i Nordens Hus i Tórshavn og ved Færøernes Nationalteater (Tjóðpallur Føroya). Filmen blev produceret af Ingun í Skrivarastovu.
I 2014 blev hans kortfilm Vetrarmorgun inviteret til den store filmfestival i Berlin, Berlinalen, som afholdtes fra 6. til 16. februar 2014. Stórá har udtalt til Birgir Kruse's blog, at filmen var et project, hvor han forsøgte at lave en konventionel fiktionsfilm på så lavt budget som muligt og med så få folk som muligt, uden at det skule gå ud over kvaliteten, og det mener han må have lykkedes, eftersom filmen blev vist på Berlinalen. Han sagde videre, at med filmen Vetrarmorgun (Vintermorgen) fortæller han en meget vigtig historie om at være tro imod sig selv og at akseptere sig selv. Vetrarmorgun var nomineret i tre kategorier ved Berlinalen, og den 14. april 2014 vandt filmen en af disse tre priser, den kaldes på engelsk The Special Prize of the Generation 14plus International Jury.
I 2017 fik hans første spillefilm Dreymar við havið premiere i Nordens Hus i Tórshavn. Den blev også vist i Havnar Bio. De fleste optagelser er foretaget på Sandoy, en del er lavet i Tórshavn, i Velbastaður og på øen Hestur. Filmen er klippet i Danmark, lydarbejdet er lavet i Danmark, Norge og Sverige. Ingun í Skrivarastovu, Katja Adomeit og Jón Hammer har produceret filmen.
I september/oktober 2017 blev filmen vist ved Reykjavik International Film Festival i Reykjavik.

## Film af Sakaris Stórá

### Spillefilm
- Dreymar við havið, 2017. Manuskript: Marjun Syderbø Kjelnæs, sprog: færøsk, længde 1 time og 20 minutter. Skuespillere: Helena Heðinsdóttir, Juliett Nattestad.

### Kortfilm
- Ikaros, 2008, længde: 7 min.
- Passasjeren, 2009, sprog: norsk, længde: 9 min.
- Summarnátt, 2012, sprog: færøsk, længde: 17 min.
- Vetrarmorgun, 2013, sprog: færøsk, længde: 19 min.[11]

## Hæderspriser, legater m.m.
- 2015 - Tre-måneders arbejdslegat fra Mentanargrunnur Landsins.
- 2014 - Vandt prisen The Special Prize of the Generation 14plus International Jury ved Berlinalen 2014 for filmen Vetrarmorgun. Prisen var på 2500 Euro.
- 2013 - Halvt-årigt arbejdslegat fra Mentanargrunnur Landsins.[12]
- 2012 - Geytin, færøsk filmpris på 25.000 kroner, han vandt for kortfilmen Summarnátt (sommernat)[13]
- 2011 - Mentanarvirðisløn Landsins, Sakaris Stórá modtog Pris til Ung Kunstner på 50.000 kr.[14]
- 2010 - Kortfilmen Passasjeren (norsk) vandt en pris på filmsfestival i Reykjavik i kategorien Bedste kortfilm af en ny instruktør. I alt 140 film blev vist fra 29 lande.[15]

## Eksterne links
- Officiel hjemmeside
- Sakaris Stórá på Internet Movie Database (engelsk)
- Sakaris Stórá på Filmdatabasen
- Sakaris Stórá på The Movie Database (engelsk)